# تراموا بوداپست
تراموا بوداپست (انگلیسی: Trams in Budapest) سیستم تراموا در شهر بوداپست، مجارستان است.
این تراموا که در سال ۱۸۶۶ با نیروی اسب تأسیس شده دارای ۳۶ خط، ۶۳۰ ایستگاه و ۱۴۹ کیلومتر طول می‌باشد.

## نگارخانه

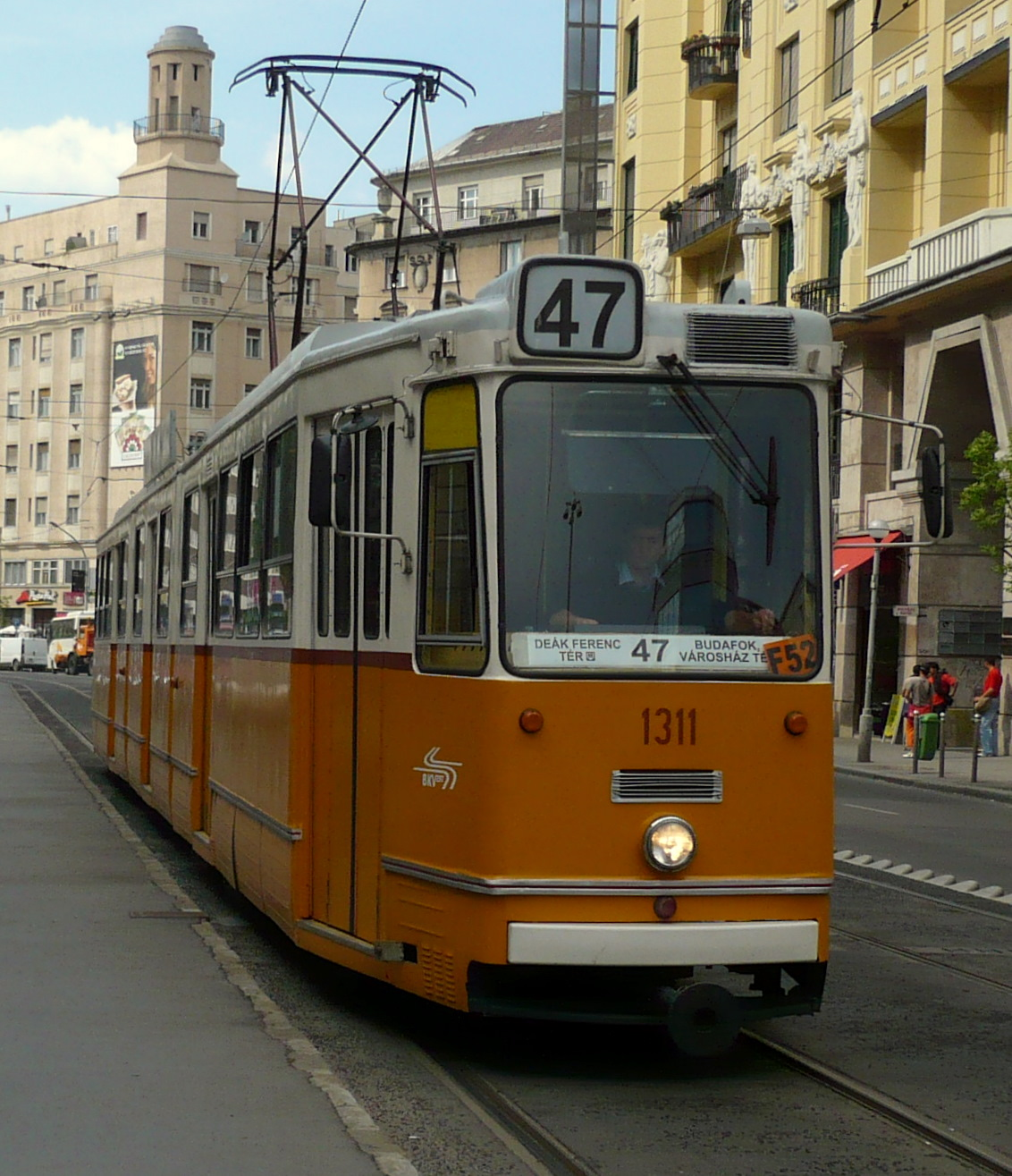
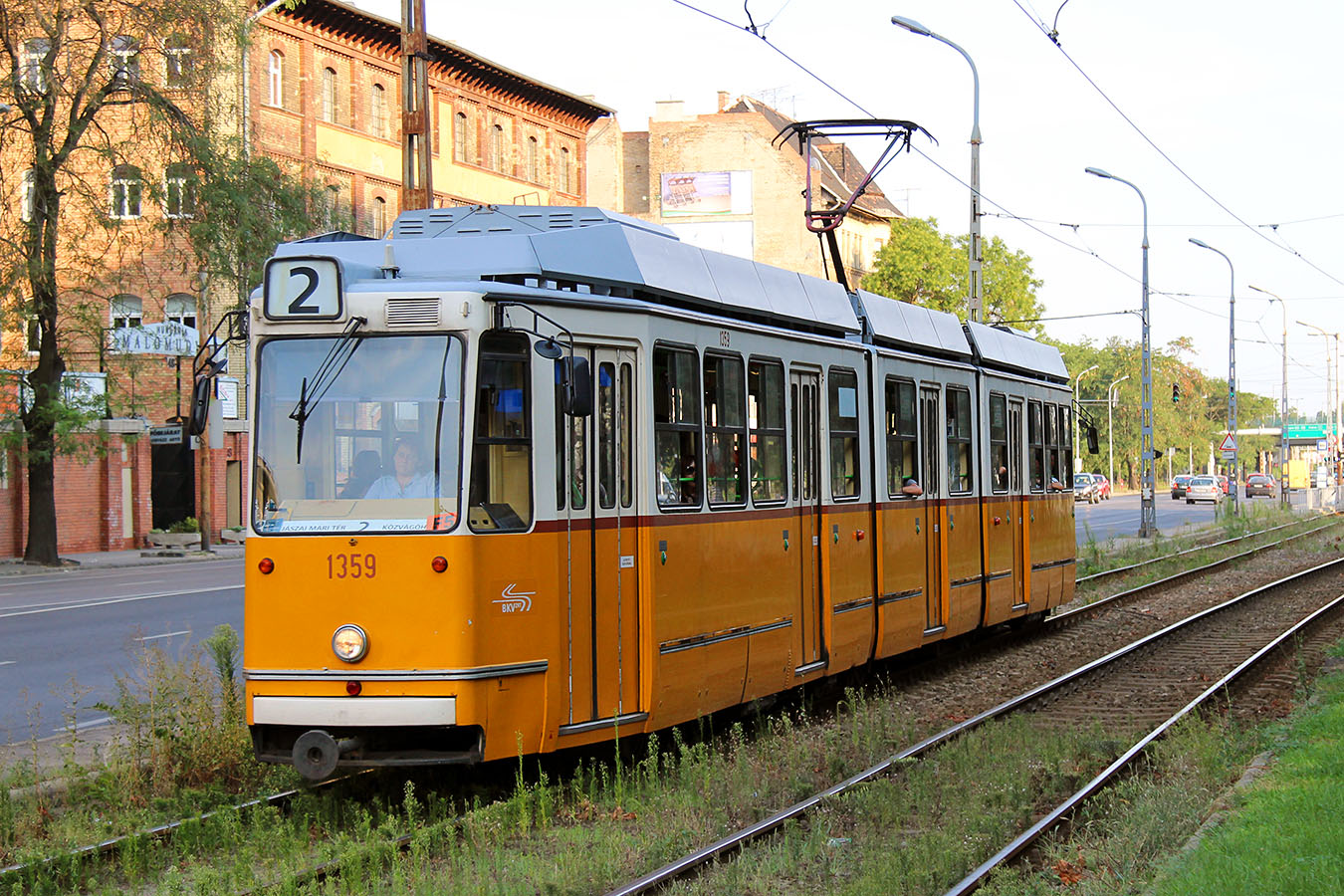
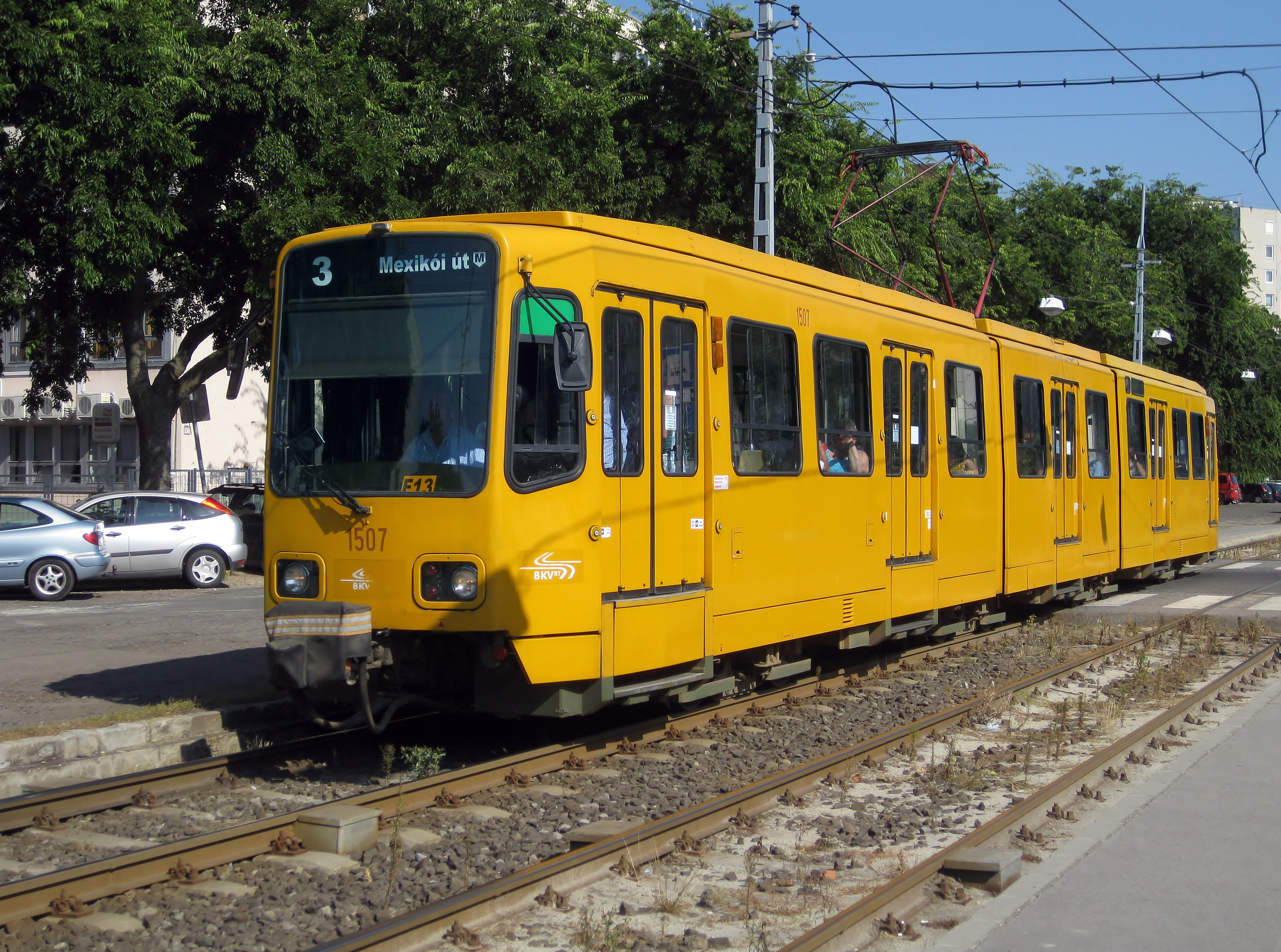
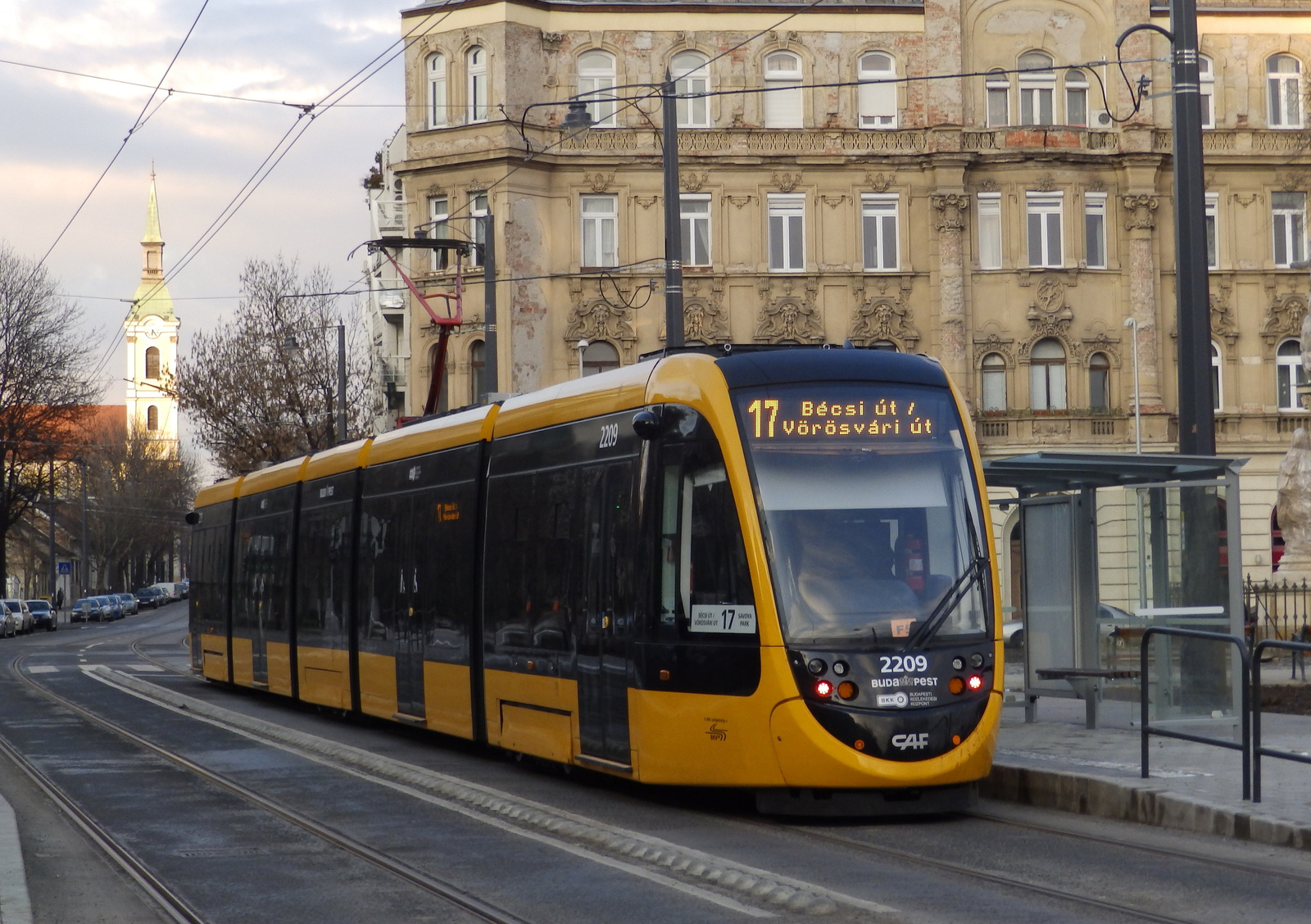